# 魯會燦

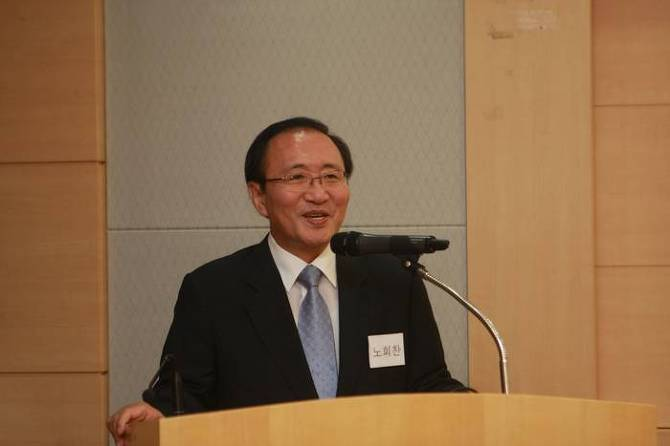
2014年正在發表演說的魯會燦

魯會燦（：／ No Hwi chan，1956年8月31日—2018年7月23日），大韓民國进步主义政治人物。

## 生平
出身於釜山廣域市水營區水營洞，從反對維新體制開始步入社會運動之列。畢業於高麗大學政治系之後，他發現工人運動已成為民主化至關重要的力量，於是考取資格成為了一名電焊工，自此長年組織工人運動，維護勞工權益。他先後創立、領導過多個民主派政黨，並兩次當選國會議員，成為韓國民主派重要代表人物之一。曾為民主派政黨「正義黨」的代表。
魯會燦于2005年公布情报机关的窃听录音，内容是三星集团董事长李健熙的助手与亲戚的对话内容，暗示有检察官收受三星的贿赂。南韩最高法院于2013年2月14日宣判，鲁会灿把窃听录音内容放到网路上，违反通信秘密保护法，剥夺他的国会议员资格，并判他缓刑。鲁会灿回应说，最高法院忽视录音内容隐藏的深远意涵。左派报纸韩民族日报批评判决「可笑」。曾任三星法务部长的金勇澈谈及判决，提到三星备有2亿美元的行贿基金，用来收买政客和检察官。金勇澈说，他揭发三星贪腐、行贿、垄断价格的书「三星内幕：揭开三星第一的真相」，被南韩媒体封杀。三星电子副会长李在镕就曾因为涉嫌行贿崔顺实获得缓刑。
2018年7月23日，鲁会灿因“涉嫌收受非法政治资金”，从首尔市中心公寓大楼跳樓自殺身亡。